# Marek Jeziorański
Marek Jeziorański (ur. 1 września 1975 w Niemodlinie) – polski duchowny katolicki, pedagog, doktor habilitowany nauk humanistycznych.

## Życiorys
W 1995 wstąpił do Wyższego Seminarium Duchownego w Opolu, gdzie w latach 1995-2001 studiował na Wydziale Teologicznym Uniwersytetu Opolskiego. 2 czerwca 2001 przyjął święcenia kapłańskie. W latach 2004–2008 odbył studia z pedagogiki w Instytucie Pedagogiki na Wydziale Nauk Społecznych KUL zakończone obroną pracy magisterskiej pt. Kategoria ciszy w komunikacji dorosłych o różnym poczuciu zadowolenia z małżeństwa. Od marca do lipca 2007 w ramach programu Erasmus studiował w Katholische Fachhochschule w Münster (Niemcy). W latach 2008–2012 odbył studia doktoranckie w Instytucie Pedagogiki na Wydziale Nauk Społecznych KUL, które ukończył obroną pracy doktorskiej pt. Wychowanie małżonków w nauczaniu Jana Pawła II. W 2022 uzyskał stopień doktora habilitowanego w zakresie nauk humanistycznych.
Obecnie jest adiunktem w Katedrze Pedagogiki Ogólnej w Instytucie Pedagogiki KUL. Jest także członkiem Zespołu Pedagogiki Chrześcijańskiej przy Komitecie Nauk Pedagogicznych PAN oraz redaktorem ds. informatycznych "Roczników Pedagogicznych".

## Wybrane publikacje
- Relacja wychowawcza. Rozumienie, modele, propozycja (2022)
- Bł. Jana Pawła II koncepcja wychowania małżonków (2013)[3]